# 1837 (bière)
 (mars 2021).
Si vous disposez d'ouvrages ou d'articles de référence ou si vous connaissez des sites web de qualité traitant du thème abordé ici, merci de compléter l'article en donnant les références utiles à sa vérifiabilité et en les liant à la section « Notes et références ».
Pour l'année, voir 1837.
La 1837 est une bière québécoise forte brassée par Unibroue.

## Étymologie
Mise en marché le 1er mai 1997, la 1837 est une bière blonde, légèrement opaque, refermentée en bouteille et qui titre 7 % vol. alcool. C'est une bière de la famille des bières d'abbaye. Elle est brassée à partir d’un mélange de blé cru québécois, d'orge faiblement touraillée et d'un soupçon d'épices.
Elle est brassée en souvenir des morts du côté des patriotes lors des affrontements avec les soldats britanniques, certains au combat à Saint-Eustache, d'autres exécutés à la prison au Pied-du-Courant, site actuel du siège social de la Société des alcools du Québec

## Dégustation
La 1837 est une bière blonde sur levure. Elle se conserve au frais (6 à 10 degrés Celsius) durant trois ans et plus. Sa robe blonde voilée au nez d’agrumes et d'épices avec effluves de poivre. Bière pleine, de type blanche mais plutôt corsée, solide, voire corpulente. Elle se déguste dans un verre ballon.
La bière fut retirée du marché en 2007 pour ensuite être réintroduite en 2008, disponible uniquement dans les SAQ.